# Distretto di Sùhbaatar
Il distretto di Sùhbaatar è uno dei tredici distretti (sum) in cui è suddivisa la provincia di Sùhbaatar, in Mongolia. Conta una popolazione di 631 abitanti (censimento 2009). 